# Llista de feministes musulmanes
Aquesta és una llista de participants importants en el feminisme islàmic, originalment ordenats pel cognom en cada període.
Es poden incloure també escriptors/es que no s'hagin identificat com a feministes, però que han fomentat en les seves obres la «consciència feminista» per una resistència del domini masculí.

## Feministes de principis i mitjans delseglexix
Nascudes entre 1801 i 1874.
|  | Nom                   | País        | Naixement | Mort | Comentaris                                    | Font            |
|  | --------------------- | ----------- | --------- | ---- | --------------------------------------------- | --------------- |
|  | Qasim Amin            | Egipte      | 1863      | 1908 | defensor dels drets de la dona                | [ 1 ] [ 2 ]     |
|  | Nawab Faizunnesa      | Bangladesh  | 1834      | 1903 | defensora de l'educació de la dona            | [ cal citació ] |
|  | Hamida Javanshir      | Azerbaidjan | 1873      | 1955 | filantropa i activista dels drets de la dona  | [ 3 ]           |
|  | Aisha Taymur          | Egipte      | 1840      | 1902 | novel·lista i activista social                | [ 4 ]           |
|  | Fatma Aliye Topuz     | Turquia     | 1862      | 1936 | novel·lista i activista dels drets de la dona | [ 5 ]           |
|  | Jamil Sidqi al-Zahawi | Iraq        | 1863      | 1936 | poeta i filòsof islàmic                       |                 |

## Feministes de finals delseglexixi principis delseglexx
Nascudes entre 1875 i 1939.
|  | Nom                      | País            | Naixement | Mort | Comentaris | Font                 |
|  | ------------------------ | --------------- | --------- | ---- | --- | -------------------- |
|  | Iffat Ara                | Bangladesh      | 1939      | –    | escriptora i activista social                                                                                              | [ 6 ]                |
|  | Eugénie Le Brun          | Egipte          | –         | 1908 | feminista intel·lectual | [ 7 ]                |
|  | Ismat Chughtai           | Índia           | 1915      | 1991 | novel·lista i directora |                      |
|  | Hamid Dalwai             | Índia           | 1932      | 1977 | feminista socialista |                      |
|  | Shamsiah Fakeh           | Malàisia        | 1924      | 2008 | política i nacionalista malàisia                                                                                           | [ 8 ]                |
|  | Tahar Haddad             | Tunísia         | 1897      | 1935 | intel·lectual, sindicalista i polític                                                                                      | [ 9 ]                |
|  | Zaib-un-Nissa Hamidullah | Índia britànica | 1921      | 2000 | escriptora, periodista i pionera de la literatura paquistaní                                                               | [ 10 ]               |
|  | Hameeda Hossain          | Bangladesh      | 1936      | –    | acadèmica i activista dels drets humans                                                                                    | [ 11 ]               |
|  | Fatima Ahmed Ibrahim     | Sudan           | 1933      | 2017 | escriptora, activista dels drets de les dones i líder socialista                                                           |                      |
|  | Nurkhon Iulaxeva         | Uzbekistan      | 1913      | 1929 | dansaire | [ 12 ]               |
|  | Raden Adjeng Kartini     | Indonèsia       | 1879      | 1904 | advocada per dones indígenes indonèsies, crítica dels matrimonis polígams i la manca d'oportunitats educatives per a dones | [ 1 ]                |
|  | Sufia Kamal              | Bangladesh      | 1911      | 1999 | advocada, nacionalista i poetessa                                                                                          | [ 13 ]               |
|  | Anbara Salam Khalidi     | Líban           | 1897      | 1986 | escriptora | [ 14 ] [ 15 ]        |
|  | Shamsunnahar Mahmud      | Bangladesh      | 1908      | 1964 | líder del moviment dels drets de les dones a Bengala                                                                       | [ 16 ]               |
|  | Saiza Nabarawi           | Egipte          | 1897      | 1985 | periodista | [ 17 ]               |
|  | Malak Hifni Nasif        | Egipte          | 1886      | 1918 | primera escriptora a defensar els drets de les dones a Egipte                                                              | [ 18 ]               |
|  | Nizar Qabbani            | Síria           | 1923      | 1998 | poeta i intel·lectual progressista                                                                                         | [ 19 ]               |
|  | Alifa Rifaat             | Egipte          | 1930      | 1996 | novel·lista | [ 20 ]               |
|  | Begum Rokeya             | Bangladesh      | 1880      | 1932 | escriptora i educadora | [ 21 ] [ 22 ] [ 23 ] |
|  | Huda Sha'arawi           | Egipte          | 1879      | 1947 | fundadora d'Egyptian Feminist Union                                                                                        | [ 24 ]               |
|  | Rasuna Said              | Indonèsia       | 1910      | 1965 | política i nacionalista | [ 25 ]               |
|  | Hidaya Sultan al-Salem   | Kuwait          | 1936      | 2001 | escriptora, activista i sufragista                                                                                         | [ 26 ] [ 27 ]        |
|  | Salma Sobhan             | Bangladesh      | 1937      | 2003 | advocada i acadèmica | [ 28 ]               |

## Mitjà i finals delseglexxi feministes notables delseglexxi
Nascudes entre 1940 fins al present
|  | Nom                         | País                            | Naixement   | Mort | Comentaris | Font                        |
|  | --------------------------- | ------------------------------- | ----------- | ---- | --- | --------------------------- |
|  | Saleemah Abdul-Ghafur       | Estats Units                    | 1974        | –    | activista de la salut mundial | [ 29 ]                      |
|  | Sitara Achakzai             | Afganistan                      | 1956        | 2009 | líder de l'activisme de les dones afganeses i membre del parlament regional de Kandahar | [ 30 ]                      |
|  | Jamila Afghani              | Afganistan                      | 1974        | –    | activista dels drets de les dones i creadora del primer «entrenament sensible al gènere per als Imams» a Afganistan | [ 31 ] [ 32 ]               |
|  | Mahnaz Afkhami              | Iran                            | 1941        | –    | activista dels drets de les dones, ministra sense cartera per a Afers de les dones, i fundadora i presidenta de Women's Learning Partnership                                                                              | [ 33 ] [ 34 ]               |
|  | Haleh Afshar                | Regne Unit                      | 1944        | –    | professora de política i estudis de la dona, i membre de la Cambra dels Lords britànica | [ 35 ]                      |
|  | Nazir Afzal                 | Regne Unit                      | 1962        | -    | fiscal i activista centrada en la violència contra les dones i els anomenats delictes d'honor | [ 36 ]                      |
|  | Leila Ahmed                 | Egipte                          | 1940        | –    | escriptora sobre l'islam i el feminisme | [ 37 ]                      |
|  | Safia Ahmed-jan             | Afganistan                      | 1941        | 2006 | defensora dels drets de les dones afganeses | [ 38 ]                      |
|  | Kecia Ali                   | Estats Units                    | 1972        | –    | erudita en l'estudi de la jurisprudència islàmica (fiqh) i les dones | [ 39 ]                      |
|  | Mariam Alhassan Alolo       | Ghana                           | 1957        | –    | missionera islàmica | [ 40 ]                      |
|  | Amat Al Alim Alsoswa        | Iemen                           | 1958        | –    | periodista | [ 41 ]                      |
|  | Fadela Amara                | França                          | 1964        | –    | política | [ 42 ]                      |
|  | Zainah Anwar                | Malàisia                        | 1954        | –    | cap de les Sisters in Islam | [ 43 ]                      |
|  | Seyran Ateş                 | Alemanya                        | 1963        | –    | advocada | [ 44 ] [ 45 ]               |
|  | Shukria Barakzai            | Afganistan                      | 1970        | –    | política i periodista | [ 46 ]                      |
|  | Farzana Bari                | Pakistan                        | 1952        | –    | activista dels drets humans | [ 47 ] [ 48 ]               |
|  | Asma Barlas                 | Pakistan                        | 1950        | –    | acadèmica | [ 49 ]                      |
|  | Benazir Bhutto              | Pakistan                        | 1953        | 2007 | primera ministra de Pakistan (1988-1990 i 1993-1996) | [ 50 ]                      |
|  | Susan Carland               | Austràlia                       | 1978        | –    | acadèmica | [ 51 ]                      |
|  | Kamala Chandrakirana        | Indonèsia                       | –           | –    | activista dels drets humans | [ 52 ]                      |
|  | Shirin Ebadi                | Iran                            | 1947        | –    | activista i guanyadora del Premi Nobel pels esforços fets pels drets de les dones i dels infants | [ 53 ]                      |
|  | Farid Esack                 | Sud-àfrica                      | 1959        | –    | erudita musulmana i comissària d'igualtat de gènere |                             |
|  | Zahra Eshraghi              | Iran                            | 1964        | –    | activista i antiga funcionària del govern | [ 54 ] [ 55 ]               |
|  | Soumaya Naamane Guessous    | Marroc                          | –           | –    | sociòlega i activista dels drets de les dones | [ 56 ]                      |
|  | Mona Eltahawy               | Egipte                          | 1967        | –    | periodista | [ 57 ]                      |
|  | Fatemeh Haghighatjoo        | Iran                            | 1968        | –    | política reformista, va contribuir a proposar un projecte de llei per unir-se a la Convenció sobre l'eliminació de totes les formes de discriminació contra la dona                                                       | [ 58 ] [ 59 ]               |
|  | Najat El Hachmi             | Marroc, nacionalizada a Espanya | 1979        | –    | novel·lista en llengua catalana i escriptora sobre temes feministes |                             |
|  | Mohammad Shafiq Hamdam      | Afganistan                      | 1981        | –    | president de la Xarxa Afganesa contra la Corrupció |                             |
|  | Suheir Hammad               | Jordània                        | 1973        | –    | poetessa i política activista |                             |
|  | Riffat Hassan               | Pakistan                        | 1943        | –    | teòlega i erudita de l'Alcorà | [ 60 ]                      |
|  | Hissa Hilal                 | Aràbia Saudí                    | –           | –    | poetessa | [ 61 ]                      |
|  | Lubna al-Hussein            | Sudan                           | –           | –    | periodista i activista dels drets humans | [ 62 ]                      |
|  | Samira Ibrahim              | Egipte                          | 1987        | –    | activista | [ 63 ]                      |
|  | Ramziya al-Iryani           | Iemen                           | 1954        | –    | novel·lista i diplomàtica | [ 64 ] [ 65 ]               |
|  | Na'eem Jeenah               | Sud-àfrica                      | 1965        | –    | acadèmica | [ 66 ]                      |
|  | Mohja Kahf                  | Síria                           | 1967        | –    | poetessa, novel·lista i professora |                             |
|  | Mina Keshav Kamal           | Afganistan                      | 1956        | 1987 | activista dels drets de les dones i fundadora de l'Associació Revolucionària de les Dones de l'Afganistan | [ 67 ] [ 68 ] [ 69 ] [ 70 ] |
|  | Sultana Kamal               | Bangladesh                      | 1950        | –    | activista | [ 71 ] [ 72 ]               |
|  | Sadiq Khan                  | Regne Unit                      | 1970        | –    | Mayor of London | [ 73 ]                      |
|  | Noushin Ahmadi Khorasani    | Iran                            | segle xx    | –    | escriptora, traductora, assagista, periodista, activista de drets de les dones i activista comunitària |                             |
|  | Fawzia Koofi                | Afganistan                      | 1975 o 1976 | –    | política i activista dels drets de les dones | [ 74 ]                      |
|  | Elaheh Koulaei              | Iran                            | 1956        | –    | politòlega i intel·lectual reformista |                             |
|  | Konca Kuriş                 | Turquia                         | 1961        | 1999 | escriptora | [ 75 ]                      |
|  | Asma Lamrabet               | Marroc                          | 1961        | –    | metgessa biòlega, assagista i feminista | [ 76 ]                      |
|  | Mukhtār Mā'ī                | Pakistan                        | 1972        | –    | defensora dels drets de les dones | [ 77 ]                      |
|  | Irshad Manji                | Canadà                          | 1968        | –    | escriptora, educadora i defensora d'una interpretació reformista de l'islam | [ 78 ]                      |
|  | Farideh Mashini             | Iran                            | –           | 2012 | activista dels drets de les dones | [ 79 ]                      |
|  | Fàtima Mernissi             | Marroc                          | 1940        | 2015 | escriptora, sociòloga i feminista | [ 80 ]                      |
|  | Ziba Mir-Hosseini           | Iran                            | 1952        | –    | acadèmica de dret islàmic i de gènere | [ 81 ] [ 82 ]               |
|  | Fakhrossadat Mohtashamipour | Iran                            | –           | –    | activista reformista i cap d'afers de dones del Ministeri de l'Interior | [ 83 ]                      |
|  | Ilham Moussaïd              | França                          | 1989        | –    | política | [ 84 ] [ 85 ]               |
|  | Shirin Neshat               | Iran                            | 1957        | –    | artista visual | [ 86 ] [ 87 ]               |
|  | Asra Nomani                 | Índia                           | 1965        | –    | periodista, escriptora i activista en els moviments de reforma musulmana | [ 88 ]                      |
|  | Noor de Jordània            | Jordània                        | 1951        | –    | reina consort de Jordània |                             |
|  | Ayaz Latif Palijo           | Pakistan                        | 1968        | –    | polític |                             |
|  | Zahra Rahnavard             | Iran                            | 1945        | –    | acadèmica i política | [ 89 ]                      |
|  | Rània de Jordània           | Jordània                        | 1970        | –    | reina consort de Jordània |                             |
|  | Raheel Raza                 | Pakistan                        | 1949        | –    | periodista i activista | [ 90 ] [ 91 ]               |
|  | Nilofar Sakhi               | Afganistan                      | segle xx    | –    | activista dels drets humans | [ 92 ]                      |
|  | Zainab Salbi                | Iraq                            | 1969        | –    | humanitària i directora general de Women for Women International | [ 93 ] [ 94 ]               |
|  | Linda Sarsour               | Estats Units                    | 1980        | –    | activista política | [ 95 ]                      |
|  | Marjane Satrapi             | França, Iran                    | 1969        | –    | dibuixant de còmics, il·lustradora, directora de cinema i escriptora infantil | [ 96 ]                      |
|  | Shamima Shaikh              | Sud-àfrica                      | 1960        | 1998 | activista, membre del Moviment Juvenil Musulmà de Sud-àfrica, i defensora de la igualtat de gènere islàmica | [ 97 ]                      |
|  | Shahla Sherkat              | Iran                            | 1956        | –    | periodista |                             |
|  | Nasrin Sotoudeh             | Iran                            | 1963        | –    | advocada de drets humans | [ 98 ]                      |
|  | Hidayet Şefkatli Tuksal     | Turquia                         | 1963        | –    | activista dels drets humans | [ 99 ]                      |
|  | Zil-e-Huma Usman            | Pakistan                        | 1971        | 2007 | política i activista dels drets de les dones | [ 100 ]                     |
|  | amina wadud                 | Estats Units                    | 1952        | –    | erudita de l'islam, professora i feminista | [ 101 ]                     |
|  | Rama Yade                   | França                          | 1976        | –    | política i escriptora | [ 102 ]                     |
|  | Nadia Yassine               | Marroc                          | 1958        | –    | política i dirigent de l'organització islamista Al Adl Wa Al Ihssane (Justícia i Caritat) | [ 103 ]                     |
|  | Malala Yousafzai            | Pakistan                        | 1997        | –    | activista per a l'educació de les dones | [ 104 ]                     |
|  | Bilkisu Yusuf               | Nigèria                         | 1952        | 2015 | periodista i assessora d'ONG | [ 105 ]                     |
|  | Kadra Yusuf                 | Noruega-Somàlia                 | 1980        | –    | activista | [ cal citació ]             |
|  | Siti Musdah Mulia           | Indonèsia                       | 1960        | –    | activista de drets humans, acadèmica islàmica, teòlega, defensora de la igualtat de gènere islàmic i LGBTIQ, activista interreligiosa, i una de les fundadores i líders de la Conferència d'Indonèsia sobre Religió i Pau |                             |

## Moviments feministes islàmics
- Mosque Me Too[106]
- Musawah[107][108]
- Sister-hood[109]
- Sisters in Islam[110]
- Voice of Libyan Women[111]
- Women's Islamic Initiative in Spirituality and Equality[112][113]